# Anthus
Anthus is een geslacht van zangvogels uit de familie van de kwikstaarten en piepers (Motacillidae). Het geslacht telt meer dan 40 soorten. Met uitzondering van de gouden pieper (Tmetothylacus tenellus) en de citroenpieper (Macronyx sharpei) vallen alle piepers binnen het geslacht Anthus. 

## Kenmerken
De soorten binnen het geslacht zijn over het algemeen vrij klein en hebben een spitse snavel en een ranke staart. Het verenkleed is meestal zandkleurig, bruingelig en wit, met een variabele zwarte tekening op de borst.

## Taxonomie
In de vorige eeuw, toen DNA-onderzoek naar de taxonomie van de vogels nog in de kinderschoenen stond, werden minder soorten binnen in het  geslacht Anthus beschreven en bestond de neiging om supersoorten met een groot aantal ondersoorten te onderscheiden. Zo werd (en wordt) de grote pieper (A. richardi sensu lato) opgevat als een supersoort en werden de Nieuw-Zeelandse pieper (A. novaeseelandiae), Oriëntaalse pieper (A. rufulus), kaneelpieper (A. cinnamomeus) en de Australische pieper (A. australis) opgevat als ondersoorten van de grote pieper.
Ook de waterpieper (A, spinoletta s.l.) behoort tot een clade van nauw verwante soorten samen met de graspieper (A. pratensis), (gewone) waterpieper (A. spinoletta), oeverpieper (A. petrosus), Pacifische waterpieper (A. rubescens), wijnborstpieper (A. roseatus) en de roodkeelpieper (A. cervinus). De oeverpieper en Pacifische waterpieper werden in de vorige eeuw nog lang als ondersoorten van de waterpieper beschouwd.

## Soorten
- Anthus antarcticus  – Zuid-Georgische pieper
- Anthus australis  – Australische pieper
- Anthus berthelotii  – Berthelots pieper
- Anthus bogotensis  – Páramopieper
- Anthus brachyurus  – Kortstaartpieper
- Anthus brevirostris  – Punapieper
- Anthus caffer  – Savannepieper
- Anthus campestris  – Duinpieper
- Anthus cervinus  – Roodkeelpieper
- Anthus chacoensis  – Chacopieper
- Anthus chii  – Gele pieper
- Anthus chloris  – Geelborstpieper
- Anthus cinnamomeus  – Kaneelpieper
- Anthus correndera  – Correnderapieper
- Anthus crenatus  – Kopjespieper
- Anthus furcatus  – Witbuikpieper
- Anthus godlewskii  – Mongoolse pieper
- Anthus gustavi  – Petsjorapieper
- Anthus gutturalis  – Papoeapieper
- Anthus hellmayri  – Hellmayrs pieper
- Anthus hodgsoni  – Siberische boompieper
- Anthus hoeschi  – Bergpieper
- Anthus japonicus – Siberische waterpieper
- Anthus leucophrys  – Bruinrugpieper
- Anthus lineiventris  – Gestreepte pieper
- Anthus melindae  – Malindipieper
- Anthus nattereri  – Okerborstpieper
- Anthus nicholsoni  – Nicholsons pieper
- Anthus nilghiriensis  – Nilgiripieper
- Anthus novaeseelandiae  – Nieuw-Zeelandse pieper
- Anthus nyassae  – Bospieper
- Anthus pallidiventris  – Langpootpieper
- Anthus peruvianus  – Peruaanse pieper
- Anthus petrosus  – Oeverpieper
- Anthus pratensis  – Graspieper
- Anthus richardi  – Grote pieper
- Anthus roseatus  – Wijnborstpieper
- Anthus rubescens  – Amerikaanse waterpieper
- Anthus ruficollis  – Burupieper
- Anthus rufulus  – Oriëntaalse pieper
- Anthus similis  – Langsnavelpieper
- Anthus sokokensis  – Sokokepieper
- Anthus spinoletta  – Waterpieper
- Anthus spragueii  – Prairiepieper
- Anthus sylvanus  – Hooglandpieper
- Anthus trivialis  – Boompieper
- Anthus vaalensis  – Vaalrivierpieper